# جيف نيومان
جيف نيومان (بالإنجليزية: Jeff Newman) هو لاعب كرة قاعدة أمريكي، ولد في 11 سبتمبر 1948 في فورت وورث في الولايات المتحدة.

## وصلات خارجية
- جيف نيومان على موقع دوري كرة القاعدة الرئيسي (الإنجليزية)
- جيف نيومان على موقعبيزبول رفرنس.كوم (الدوري الرئيسي) (الإنجليزية)
- جيف نيومان على موقعبيزبول رفرنس.كوم (الدوري الثانوي) (الإنجليزية)
- جيف نيومان على موقع مشجعي الرسوم البيانية (الإنجليزية)